# Udo Wagner
Udo Wagner (Bautzen, 1963. november 2. –) olimpiai és világbajnok német tőrvívó.